# جزیره داس

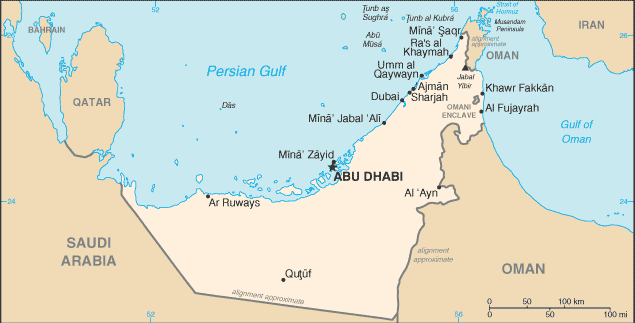
موقعیت جزیره داس در خلیج فارس (سمت چپ مرکز تصویر و زیر عنوان Persian Gulf)

جزیره داس یک جزیره اماراتی در خلیج فارس است که در ۱۶۰ کیلومتری شمال‌غربی سرزمین اصلی امارات متحده عربی واقع شده و به قطر نیز نزدیک است. این جزیره پهنه‌ای به ابعاد تقریبی ۱٫۲۱ کیلومتر در ۲٫۴ کیلومتر را می‌پوشاند و به‌صورت طبیعی تقریباً مستطیل‌شکل بود ولی در سال ۲۰۱۶ به منظور گسترش باند پرواز فرودگاه و اقامتگاه‌ها به‌صورت مصنوعی به سمت جنوب گسترش یافت.
در این جزیره حدود ۶۰۰۰ نفر از کارکنان صنعت نفت و گاز در یک برنامه چرخشی سکونت دارند. از این جزیره نفت خام و ال‌ان‌جی توسط تانکر به اروپا و ژاپن صادر می‌شود. تولید نفت پس از اکتشاف آن طی دهه ۱۹۵۰ و ۱۹۶۰ در این منطقه با همکاری شرکت‌های بریتانیایی بی‌پی و فرانسوی توتال آغاز شد. امروزه شرکت‌های محلی صادرکننده زیرمجموعه شرکت ملی نفت ابوظبی (ادنوک) هستند.
جزیره داس از مراکز مهم زادآوری لاک‌پشت و پرندگان دریایی است. با وجود تولید نفت و گاز، لاک‌پشت‌ها در این جزیره با ایمنی تغذیه شده و این جزیره همچنان زیستگاهی مهم و ایمن برای پرندگان مهاجر است.

## آب و هوا
| داده‌های اقلیم جزیره داس (۲۰۰۴–۲۰۱۴)  | داده‌های اقلیم جزیره داس (۲۰۰۴–۲۰۱۴) | داده‌های اقلیم جزیره داس (۲۰۰۴–۲۰۱۴) | داده‌های اقلیم جزیره داس (۲۰۰۴–۲۰۱۴) | داده‌های اقلیم جزیره داس (۲۰۰۴–۲۰۱۴) | داده‌های اقلیم جزیره داس (۲۰۰۴–۲۰۱۴) | داده‌های اقلیم جزیره داس (۲۰۰۴–۲۰۱۴) | داده‌های اقلیم جزیره داس (۲۰۰۴–۲۰۱۴) | داده‌های اقلیم جزیره داس (۲۰۰۴–۲۰۱۴) | داده‌های اقلیم جزیره داس (۲۰۰۴–۲۰۱۴) | داده‌های اقلیم جزیره داس (۲۰۰۴–۲۰۱۴) | داده‌های اقلیم جزیره داس (۲۰۰۴–۲۰۱۴) | داده‌های اقلیم جزیره داس (۲۰۰۴–۲۰۱۴) | داده‌های اقلیم جزیره داس (۲۰۰۴–۲۰۱۴) |
| ماه                                  | ژانویه                              | فوریه                               | مارس                                | آوریل                               | مه                                  | ژوئن                                | ژوئیه                               | اوت                                 | سپتامبر                             | اکتبر                               | نوامبر                              | دسامبر                              | سال                                 |
| ------------------------------------ | ----------------------------------- | ----------------------------------- | ----------------------------------- | ----------------------------------- | ----------------------------------- | ----------------------------------- | ----------------------------------- | ----------------------------------- | ----------------------------------- | ----------------------------------- | ----------------------------------- | ----------------------------------- | ----------------------------------- |
| سابقهٔ بیش‌ترین °C (°F)                | ۲۶٫۴ (۸۰)                           | ۲۹٫۳ (۸۵)                           | ۳۳٫۷ (۹۳)                           | ۳۶٫۹ (۹۸)                           | ۴۲٫۵ (۱۰۹)                          | ۴۳٫۶ (۱۱۰)                          | ۴۴٫۰ (۱۱۱)                          | ۴۲٫۶ (۱۰۹)                          | ۴۰٫۷ (۱۰۵)                          | ۳۷٫۶ (۱۰۰)                          | ۳۵٫۱ (۹۵)                           | ۲۸٫۹ (۸۴)                           | ۴۴٫۰ (۱۱۱)                          |
| میانگین بیش‌ترین °C (°F)              | ۲۱٫۸ (۷۱)                           | ۲۲٫۶ (۷۳)                           | ۲۵٫۲ (۷۷)                           | ۲۹٫۳ (۸۵)                           | ۳۴٫۰ (۹۳)                           | ۳۵٫۵ (۹۶)                           | ۳۷٫۲ (۹۹)                           | ۳۸٫۰ (۱۰۰)                          | ۳۶٫۸ (۹۸)                           | ۳۴٫۰ (۹۳)                           | ۲۹٫۳ (۸۵)                           | ۲۴٫۲ (۷۶)                           | ۳۰٫۶۶ (۸۷٫۲)                        |
| میانگین روزانه °C (°F)               | ۱۹٫۸ (۶۸)                           | ۲۰٫۱ (۶۸)                           | ۲۲٫۳ (۷۲)                           | ۲۶٫۱ (۷۹)                           | ۳۰٫۴ (۸۷)                           | ۳۲٫۲ (۹۰)                           | ۳۴٫۰ (۹۳)                           | ۳۴٫۷ (۹۴)                           | ۳۳٫۷ (۹۳)                           | ۳۱٫۲ (۸۸)                           | ۲۷٫۱ (۸۱)                           | ۲۲٫۳ (۷۲)                           | ۲۷٫۸۳ (۸۲٫۱)                        |
| میانگین کم‌ترین °C (°F)               | ۱۷٫۹ (۶۴)                           | ۱۸٫۱ (۶۵)                           | ۲۰٫۰ (۶۸)                           | ۲۳٫۵ (۷۴)                           | ۲۷٫۵ (۸۲)                           | ۲۹٫۶ (۸۵)                           | ۳۱٫۶ (۸۹)                           | ۳۲٫۳ (۹۰)                           | ۳۱٫۳ (۸۸)                           | ۲۸٫۹ (۸۴)                           | ۲۵٫۰ (۷۷)                           | ۲۰٫۴ (۶۹)                           | ۲۵٫۵۱ (۷۷٫۹)                        |
| سابقهٔ کم‌ترین °C (°F)                 | ۱۲٫۰ (۵۴)                           | ۱۳٫۷ (۵۷)                           | ۱۵٫۲ (۵۹)                           | ۱۷٫۳ (۶۳)                           | ۲۲٫۴ (۷۲)                           | ۲۶٫۱ (۷۹)                           | ۲۸٫۹ (۸۴)                           | ۲۹٫۲ (۸۵)                           | ۲۷٫۵ (۸۲)                           | ۲۳٫۵ (۷۴)                           | ۱۹٫۶ (۶۷)                           | ۱۳٫۹ (۵۷)                           | ۱۲٫۰ (۵۴)                           |
| بارندگی میلی‌متر (اینچ)               | ۱۰٫۷ (۰٫۴۲)                         | ۲٫۲ (۰٫۰۹)                          | ۲٫۲ (۰٫۰۹)                          | ۲٫۴ (۰٫۰۹)                          | ۰٫۰ (۰)                             | ۰٫۰ (۰)                             | ۰٫۰ (۰)                             | ۰٫۰ (۰)                             | ۰٫۰ (۰)                             | ۰٫۰ (۰)                             | ۲٫۹ (۰٫۱۱)                          | ۱۱٫۲ (۰٫۴۴)                         | ۳۱٫۶ (۱٫۲۴)                         |
| درصد رطوبت                           | ۷۰                                  | ۷۶                                  | ۷۶                                  | ۷۲                                  | ۶۹                                  | ۷۲                                  | ۷۲                                  | ۷۶                                  | ۷۲                                  | ۶۷                                  | ۶۵                                  | ۶۹                                  | ۷۱٫۳                                |
| منبع: National Center of Meteorology |                                     |                                     |                                     |                                     |                                     |                                     |                                     |                                     |                                     |                                     |                                     |                                     |                                     |